# Philly Joe Jones
Joseph Rudolph „Philly Joe” Jones (ur. 15 lipca 1923 w Filadelfii, zm. 30 sierpnia 1985 tamże) – amerykański perkusista jazzowy.

## Życiorys
Urodzony w Filadelfii Jones przybrał przydomek „Philly” od tego miasta, by odróżnić się od innego znanego perkusisty jazzowego Jo Jonesa, długoletniego członka big-bandu Counta Basiego.
Od 1947 był perkusistą w nowojorskim klubie Café Society, gdzie grał z wieloma czołowymi muzykami bebopowymi, w tym z Taddem Dameronem, który wywarł na niego istotny wpływ muzyczny.
W latach 1955−1958 był członkiem kwintetu Milesa Davisa (Davis – trąbka, John Coltrane – saksofon tenorowy, Red Garland – fortepian, Paul Chambers – kontrabas i Jones – perkusja), z którym nagrał wiele płyt.
Od 1958 występował i nagrywał z różnymi zespołami jako leader i jako sideman, w tym z Billem Evansem i Hankiem Mobleyem. Był leaderem grupy Dameronia (od 1981), nazwanej na cześć Tadda Damerona.

## Dyskografia

### Jako leader
- 1958: Blues for Dracula (Riverside)
- 1959: Drums Around the World: Philly Joe Jones Big Band Sounds (Riverside)
- 1959: Showcase (Riverside)
- 1960: Philly Joe’s Beat (Atlantic)
- 1961: Together! (Atlantic) – z Elvinem Jonesem
- 1968: Mo' Joe (Black Lion)
- 1977: Mean What You Say (Sonet)
- 1977: Philly Mignon (Galaxy)
- 1978: Drum Songs (Galaxy)
- 1979: Advance! (Galaxy)
- 1981: Octet (Marge)
- 1982: To Tadd with Love (Uptown)

### Jako sideman
z Cliffordem Brownem
- Memorial Album (Blue Note, 1953)

 z Donaldem Byrdem
- The Cat Walk (Blue Note, 1962)

 z Joe Castro
- Mood Jazz (Atlantic, 1957)

 z Serge Chaloffem 
- Blue Serge (Capitol, 1956)

 z Johnem Coltrane’em
- Blue Train (Blue Note, 1957)

 z Milesem Davisem
- The Musings of Miles (Prestige, 1955)
- Miles: The New Miles Davis Quintet (Prestige, 1956)
- Cookin’ with the Miles Davis Quintet (Prestige, 1956)
- Relaxin’ with the Miles Davis Quintet (Prestige, 1956)
- Workin’ with the Miles Davis Quintet (Prestige, 1956)
- Steamin’ with the Miles Davis Quintet (Prestige, 1956)
- ’Round About Midnight (Columbia, 1957)
- Porgy and Bess (Columbia, 1958)
- Milestones (Columbia, 1958)
- Someday My Prince Will Come (Columbia, 1961)

 z Kennym Drewem 
- Kenny Drew Trio (Riverside, 1956)
- Pal Joey (Riverside, 1957)

 z Billem Evansem 
- Everybody Digs Bill Evans (Riverside, 1958)
- Interplay (Riverside, 1962)
- California Here I Come (Verve, 1967)

 z Artem Farmerem 
- Brass Shout (United Artists, 1959)

 z Redem Garlandem
- Keystones! (Xanadu, 1977)

 z Bennym Golsonem
- The Other Side of Benny Golson (Riverside, 1958)
- Benny Golson and the Philadelphians (United Artists, 1958)

 z Dexterem Gordonem
- Dexter Calling... (Blue Note, 1961)

 z Bennie Greenen
- Bennie Green with Art Farmer - z Artem Farmerem (1956)

 z Freddiem Hubbardem
- Goin’ Up (Blue Note, 1960)
- Hub Cap (Blue Note, 1961)
- Here to Stay (Blue Note, 1962)

 z Miltem Jacksonem i Wesem Montgomerym
- Bags Meets Wes! (Riverside, 1962)

 z Blue Mitchellem
- Big 6 (Riverside, 1958)
- Smooth as the Wind (Riverside, 1961)

 z Hankiem Mobleyem
- Hank (Blue Note, 1957)
- Poppin' (Blue Note, 1957)
- Workout (Blue Note, 1961)
- Another Workout (Blue Note, 1961)
- No Room for Squares (Blue Note, 1963)
- The Flip (Blue Note, 1970)

 z J. R. Monterosem
- J. R. Monterose (Blue Note, 1956)

 z Artem Pepperem
- Art Pepper Meets the Rhythm Section (Riverside, 1957)

 z Budem Powellem
- Time Waits (Blue Note, 1958)

 z Sonnym Rollinsem
- Tenor Madness (Riverside, 1956)
- Newk’s Time (Blue Note, 1957)

 z Archiem Sheppem
- Archie Shepp & Philly Joe Jones – (America, 1969)

 z Jimmym Smithem
- Softly as a Summer Breeze (Blue Note, 1958)

 z Clarkiem Terrym
- In Orbit (Riverside, 1958)